# Arroyo Venado, Santa María Chilchotla
Arroyo Venado är en ort i Mexiko.   Den ligger i kommunen Santa María Chilchotla och delstaten Oaxaca, i den sydöstra delen av landet, 290 km sydost om huvudstaden Mexico City. Arroyo Venado ligger 93 meter över havet och antalet invånare är 107.
Terrängen runt Arroyo Venado är varierad. Runt Arroyo Venado är det ganska tätbefolkat, med 65 invånare per kvadratkilometer. Närmaste större samhälle är Río Sapo, 1,7 km sydväst om Arroyo Venado. I omgivningarna runt Arroyo Venado växer i huvudsak städsegrön lövskog.